# 장앙 (전한)
장앙(張卬, ? ~ ?)은 전한 중기의 관료로, 우내사 두현(杜縣) 사람이다. 어사대부 장탕의 아들이다.

## 행적
무제 때, 어떤 사람이 포야도(褒斜道) 물길을 뚫어 익주 지역의 조운에 활용할 것을 제안하였다. 한중태수에 임명된 장앙은 수만 명을 동원하여 500여 리에 이르는 길을
뚫었다. 과연 물길이 편하고 가까워졌지만, 암초가 많아 뱃길로 쓸 수는 없었다.

## 출전
- 반고, 《한서》 권29 구혁지